# Khet Thi
Khat Thi, in birmano: ခက်သီ; nato Zaw Tun, (Pale, 1976 – Shwebo, 8 marzo 2021), è stato un poeta e attivista birmano, ucciso durante le proteste del Myanmar del 2021 in Myanmar (Birmania)..
Khet Thi è stato almeno il terzo poeta a morire durante le proteste dopo il colpo di stato (1 febbraio). È diventato un'icona del movimento di protesta anti-golpe dopo la sua morte. È considerato uno degli eroi più importanti del movimento pro-democrazia della Birmania ed è ricordato come un eroe della democrazia del Myanmar.

## Biografia
Dal 2004 al 2012, Khat Thi ha lavorato come Junior Engineer (S.A.E.) nel Comitato per gli affari di sviluppo nelle municipalità di Shwebo e Monywa. Ha poi deciso  di lasciare il lavoro di ingegnere nel 2012 per concentrarsi sulla sua poesia.
Era stato sposato con Chaw Su, una dipendente del Dipartimento delle Telecomunicazioni, e attivo nel Movimento di Disobbedienza Civile (CDM) con interruzioni del lavoro in opposizione al governo militare; era stato anche interrogato, ma rilasciato il 9 maggio 2021 e gli era stato permesso di tornare a casa. Lui e la moglie hanno vissuto  a Pale facendo e vendendo torte e gelati.
Ha scritto un post su Facebook due settimane dopo il colpo di stato: "Non voglio essere un eroe, non voglio essere un martire, non voglio essere un debole, non voglio essere uno sciocco. Non voglio sostenere l'ingiustizia. Se ho solo un minuto da vivere, voglio che la mia coscienza sia pulita per quel minuto". I suoi versi stati pubblicati in Francia nell'antologia "Printemps birman".
Le sue poesie erano ampiamente rinomate tra i manifestanti. Una delle sue battute più conosciute era: "Sparano in testa, ma non sanno che la rivoluzione è nel cuore".

### Protesta e morte
Khat Thi è stato preso in custodia la notte (intorno alle 21) dell'8 maggio per essere interrogato in un centro di detenzione nella città di Shwebo nel Myanmar centrale che è stato teatro di pesanti proteste contro il dominio militare. Anche sua moglie Chaw Su è stata detenuta alla stazione di polizia di Shwebo.
È stato portato in un luogo sconosciuto ed è morto durante il suo interrogatorio da parte dei militari. Il suo corpo è tornato alla famiglia ore dopo con i suoi organi interni rimossi e lividi sul petto, lungo le costole e sui polsi. Ma le autorità hanno detto che era morto di infarto. Le forze della giunta non hanno rivelato alcuna informazione riguardante l'arresto di Khet Thi o la causa della morte.
La famiglia ha portato il suo corpo a Pale la sera del 10 maggio.